# 사나다 모리노부

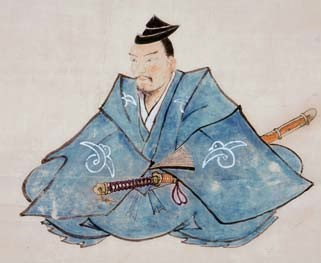
사나다 모리노부

사나다 모리노부(일본어: 真田守信, 게이초 17년(1612년) ~ 간분 10년 음력 10월 30일(1670년 12월 12일))는 에도 시대 전기의 무장이다. 어릴 적 이름은 다이하치(大八). 후에 가타쿠라 모리노부(片倉守信)로 개명했고, 시로베에(四郎兵衛)라는 이름으로도 불렸다. 사나다 노부시게(真田信繁)의 차남이며, 아들로 다쓰노부(辰信)가 있다. 호는 잇칸사이(一貫斎).

## 생애
아버지 노부시게와 형 유키마사는 오사카 전투에서 죽었지만 다이하치는 다테 가문의 중신 가타쿠라 시게나가의 보호로 구출되어 그의 가신이 되고, 사나다 모리노부로 개명한다. 사나다씨는 모리노부의 할아버지인 마사유키 때부터 도쿠가와 가문에 위협적이었던 존재였기 때문에, 모리노부의 존재가 막부에 알려지면 어떤 보복을 당할지 몰랐다. 그래서 다테 가문은 1624년에 '다이하치는 8세 때 교토에서 돌팔매에 맞아 사망했다'는 거짓 정보를 흘려 모리노부의 존재를 감추었다.
또 1640년에 막부가 다테 가문에 모리노부의 신원을 조사하라고 명했을 때에도, 다테 가문은 모리노부가 '사나다 노부타다의 차남 마사노부의 아들'이라고 속였다(실제로는 노부타다의 차남 마사노부라는 인물은 존재하지 않았다). 그 때, 가타쿠라 모리노부로 이름을 바꾸고, 300 석의 녹봉을 받아 센다이번의 무사가 되었다.
모리노부의 아들 다쓰노부의 대에 이르러 '이미 막부에 위협이 되지 않는다'라고 사면을 받아 공적으로 사나다라는 성을 쓰는 것이 허용되었기 때문에, 모리노부는 노부시게의 피를 이어받은 네 아들 중 유일하게 사나다씨의 이름을 후세에 계승시킬 수 있었다(장남은 미혼, 삼남과 사남은 다른 가문의 양자가 됨). 모리노부의 후예는 센다이 사나다가가 되어 지금까지 이어지고 있다.